# James Vaughan
James Vaughan, né le 14 juillet 1988 à Birmingham, est un footballeur anglais qui évolue au poste d'attaquant.

## Carrière

### Everton
Le 10 avril 2005, Vaughan devient le plus jeune buteur de la Premier League à l'âge de 16 ans et 270 jours. Son record de précocité est toujours d'actualité. 

### Crystal Palace
Après un premier prêt d'octobre à décembre 2010 à Crystal Palace qui évolue en Championship et malgré un intérêt du Celtic, il est à nouveau prêté au même club jusqu'à la fin de la saison le 26 janvier 2011.

### Norwich City
Après la promotion de Norwich City en Premier League, Vaughan signe un contrat de trois ans avec le club de Paul Lambert. Le 24 août 2012, il est prêté pour une saison à Huddersfield Town.

### Huddersfield Town
Le 3 juillet 2013, il rejoint le club de Huddersfield Town, après un an en prêt.
Le 26 novembre 2015, il est prêté à Birmingham City.

### Birmingham City
À l'issue de ce prêt, Vaughan s'engage avec Birmingham pour une saison, avec une option d'une année supplémentaire.

### Sunderland
Le 13 juillet 2017, il s'engage pour deux ans avec le Sunderland AFC. Il n'inscrit que deux buts en vingt-sept matchs toutes compétitions confondues avec les Black Cats et quitte le club six mois plus tard.

### Wigan Athletic
Le 12 janvier 2018, Vaughan rejoint Wigan Athletic pour une saison et demie. Le 31 janvier 2019, il est prêté pour six mois au Portsmouth FC.

### Bradford City et après
Libéré par Wigan, Vaughan s'engage pour trois saisons avec Bradford City le 25 juin 2019.
Le 11 août 2020, il rejoint Tranmere Rovers.
A l'issue de la saison 2020-2021, il annonce sa retraite.

## Palmarès

### En club
- Wigan Athletic
  - Champion d'Angleterre de troisième division en 2018.

### Distinction personnelle
- Membre de l'équipe-type de troisième division en 2017.
- Membre de l'équipe-type de EFL League One en 2021.